# Gurutze Frades
Pour les articles homonymes, voir Frades et Larralde.
Gurutze Frades Larralde,  née le 14 septembre 1981 à Durango dans la province de Biscaye en Espagne est une triathlète espagnole, championne d'Espagne de triathlon longue distance de 2011 à 2014 et multi-victorieuse sur distance Ironman.

## Palmarès
Le tableau présente les résultats les plus significatifs (podium) obtenus sur le circuit national et international de triathlon  depuis 2011,.
| Année | Compétition                                        | Pays           | Position           | Temps           |
| ----- | -------------------------------------------------- | -------------- | ------------------ | --------------- |
| 2023  | Championnats du monde de triathlon longue distance | Espagne        | Médaille de bronze | 6 h 6 min 48 s  |
| 2023  | Ironman Vitoria-Gasteiz                            | Espagne        | Médaille d'or      | 8 h 46 min 18 s |
| 2022  | Ironman Mexique                                    | Mexique        | Médaille d'argent  | 8 h 40 min 47 s |
| 2022  | Ironman 70.3 Cozumel                               | Mexique        | Médaille d'or      | 4 h 13 min 45 s |
| 2021  | Ironman Mexique                                    | Mexique        | Médaille d'argent  | 8 h 31 min 12 s |
| 2019  | Ironman Afrique du Sud                             | Afrique du Sud | Médaille d'argent  | 8 h 40 min 47 s |
| 2016  | Ironman Brésil                                     | Brésil         | Médaille de bronze | 9 h 15 min 52 s |
| 2015  | Ironman Vichy                                      | France         | Médaille d'or      | 9 h 25 min 27 s |
| 2015  | Ironman Malaisie                                   | Malaisie       | Médaille d'argent  | 9 h 49 min 9 s  |
| 2014  | Championnats d'Espagne longue distance             | Espagne        | Médaille d'or      | 7 h 19 min 15 s |
| 2013  | Championnats d'Espagne longue distance             | Espagne        | Médaille d'or      | 9 h 28 min 51 s |
| 2012  | Championnats d'Espagne longue distance             | Espagne        | Médaille d'or      | 9 h 51 min 38 s |
| 2011  | Championnats d'Espagne longue distance             | Espagne        | Médaille d'or      | 7 h 17 min 35 s |